# Miner riberenc ventrefosc
El miner riberenc ventrefosc (Cinclodes patagonicus) és una espècie d'ocell de la família dels furnàrids (Furnariidae) que viu a les costes rocoses del mar i aigues interiors a les muntanyes des del centre de Xile i oest de l'Argentina cap al sud fins Terra del Foc, incloent l'illa Mocha.